# کارخانه پنبه واشنگتن
کارخانه پنبه واشینگتن طی سال‌های ۱۸۶۵–۱۸۶۷ در میل کریک (به انگلیسی: Mill Creek)در نزدیکی واشینگتن، یوتا (به انگلیسی: Washington, Utah)توسط مهاجران مورمون (به انگلیسی:Mormon) ساخته شد تا پنبه خام کشت شده در آن منطقه را پردازش نموده و محصول پنبه برای استفاده مهاجران تولیدکند. در نتیجه منطقه دره رودخانه ویرجین (به انگلیسی:Virgin River)در میان مورمون‌ها به عنوان «مأموریت پنبه» شناخته شد، پروژه ای که توسط بریگام یانگ (به انگلیسی:Brigham Young) طرح‌ریزی شد تا خودکفایی مورمون را پایه‌گذاری کند.
این آسیاب برای یافتن منبع قابل اتکا پنبه خام با مشکل روبرو شد و نبز جریان آب منظم در اختیار نداشت. در نتیجه آسیاب تا سال ۱۸۹۸، گاهی فعال و گاهی غیرفعال بود، ودر این سال به‌طور دائم بسته شد و بعداً به عنوان انبار مورد استفاده قرار گرفت.
ابتدا ساختمانی از جنس ماسه سنگ با یک طبقه به پایان رسید. دو طبقه دیگر در سال ۱۸۷۰ برای برآوردن تقاضای محصول کارخانه اضافه شد. یک مخزن ذخیره آب در نزدیک کارخانه، می‌توانست برای ده ساعت کار از چهارده ساعت کار، آب مورد نیاز کارخانه را تأمین کند.
کارخانه پنبه واشنگتن در تاریخ ۱۶ آوریل ۱۹۷۱ در فهرست ثبت ملی اماکن تاریخی قرار گرفت.